# (3794) Sthénélos
(3794) Sthénélos, désignation internationale (3794) Sthenelos, est un astéroïde troyen jovien.

## Description
(3794) Sthénélos est un astéroïde troyen jovien, camp grec, c'est-à-dire situé au point de Lagrange L4 du système Soleil-Jupiter. Il présente une orbite caractérisée par un demi-grand axe de 5,206 UA, une excentricité de 0,145 et une inclinaison de 6,1° par rapport à l'écliptique.
Il est nommé en référence au personnage de la mythologie grecque Sthénélos, acteur du conflit légendaire de la guerre de Troie.

## Compléments